# Kanton Anglet-Sud
Der Kanton Anglet-Sud war von 1982 bis 2015 ein französischer Wahlkreis im Arrondissement Bayonne im Département Pyrénées-Atlantiques in der Region Aquitanien.

## Geografie
Der Kanton grenzte im Norden an den Kanton Anglet-Nord, im Osten an den Kanton Bayonne-Ouest, im Süden an den Kanton Ustaritz und im Westen an den Kanton Biarritz-Est.

## Gemeinden
Der Kanton umfasste einen Teil der Gemeinde Anglet (19.452 Einwohner). Anglet war in 2 Kantone geteilt, hier handelte es sich um den bevölkerungsreicheren Teil der Stadt.